# Cirripectes perustus
Cirripectes perustus és una espècie de peix de la família dels blènnids i de l'ordre dels perciformes.

## Morfologia
- Els mascles poden assolir 12 cm de longitud total.[2][3]

## Reproducció
És ovípar.

## Hàbitat
És un peix marí de clima tropical i associat als esculls de corall que viu entre 0-25 m de fondària.

## Distribució geogràfica
Es troba des de Kenya fins a Taiwan, Kiribati i Micronèsia (Palau, Yap i Ifaluk).